# Božil Kolev
Božil Kolev (bulharskou cyrilicí Божил Колев) (* 20. května 1949, Conevo) je bývalý bulharský fotbalista, záložník. Po skončení aktivní kariéry působil jako trenér.

## Fotbalová kariéra
V bulharské lize hrál za PFK Černo More Varna a CSKA Sofia. S CSKA Sofia získal pět mistrovských titulů a tři vítězství v bulharském fotbalovém poháru. V Poháru mistrů evropských zemí nastoupil ve 20 utkáních a dal 2 góly, v Poháru vítězů pohárů nastoupil ve 4 utkáních a v Poháru UEFA nastoupil ve 4 utkáních. Za bulharskou reprezentaci nastoupil v letech 1969–1980 v 60 utkáních a dal 8 gólů. Byl členem bulharské reprezentace na Mistrovství světa ve fotbale 1974, nastoupil ve všech 3 utkáních. 

## Ligová bilance
| Ročník                                | Zápasy | Góly | Klub                 |
| ------------------------------------- | ------ | ---- | -------------------- |
| 1. bulharská fotbalová liga 1967/1968 | 29     | 2    | PFK Černo More Varna |
| 1. bulharská fotbalová liga 1968/1969 | 27     | 1    | PFK Černo More Varna |
| 1. bulharská fotbalová liga 1969/1970 | 30     | 0    | PFK Černo More Varna |
| 1. bulharská fotbalová liga 1970/1971 | 24     | 1    | CSKA Sofia           |
| 1. bulharská fotbalová liga 1971/1972 | 29     | 10   | CSKA Sofia           |
| 1. bulharská fotbalová liga 1972/1973 | 34     | 6    | CSKA Sofia           |
| 1. bulharská fotbalová liga 1973/1974 | 30     | 7    | CSKA Sofia           |
| 1. bulharská fotbalová liga 1974/1975 | 28     | 11   | CSKA Sofia           |
| 1. bulharská fotbalová liga 1975/1976 | 24     | 8    | CSKA Sofia           |
| 1. bulharská fotbalová liga 1976/1977 | 28     | 7    | CSKA Sofia           |
| 1. bulharská fotbalová liga 1977/1978 | 28     | 8    | CSKA Sofia           |
| 1. bulharská fotbalová liga 1978/1979 | 29     | 5    | CSKA Sofia           |
| 1. bulharská fotbalová liga 1979/1980 | 27     | 7    | PFK Černo More Varna |
| 1. bulharská fotbalová liga 1980/1981 | 6      | 1    | PFK Černo More Varna |
| 1. kyperská liga 1981/1982            | 4      | 0    | Omonia Nikósia       |
| CELKEM 1. bulharská fotbalová liga    | 363    | 74   |                      |
| CELKEM 1. kyperská liga               | 4      | 0    |                      |